# Billy Hughes

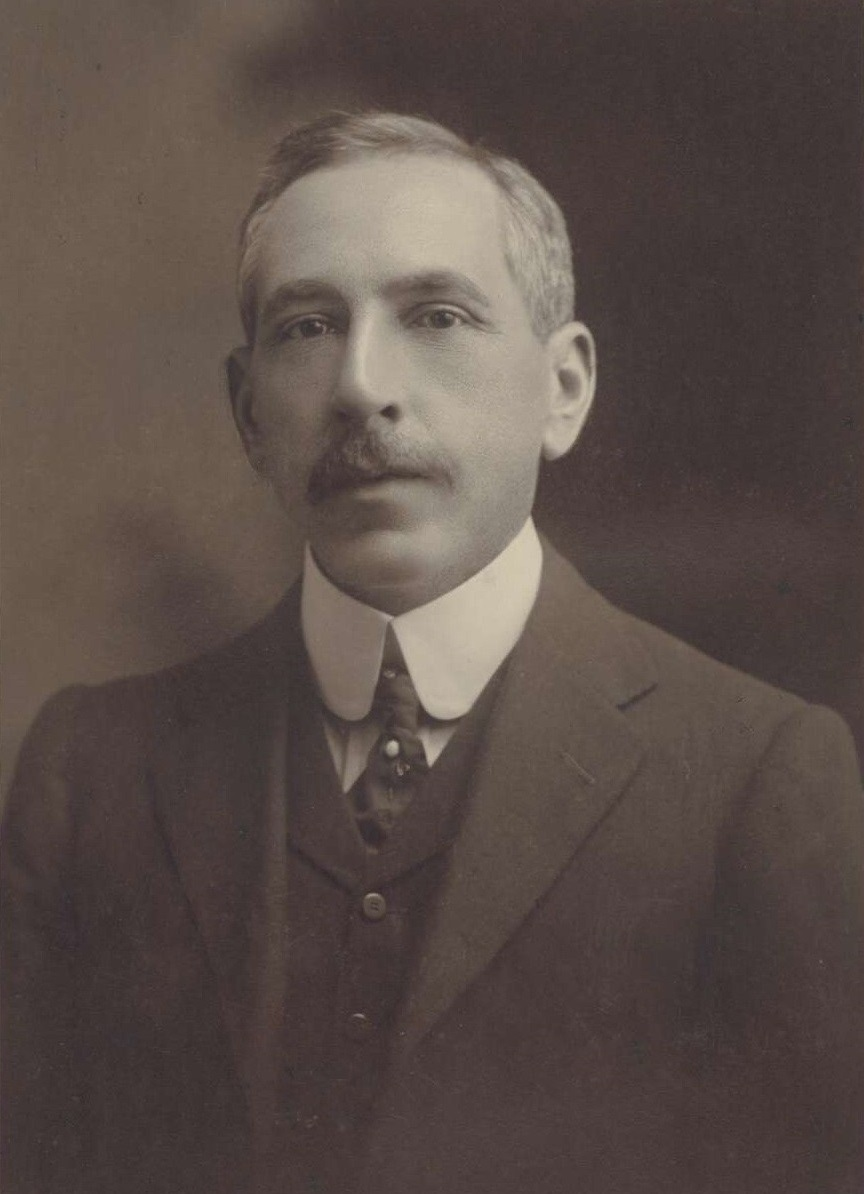
William Morris Hughes (1908)

William Morris Hughes, besser bekannt als Billy Hughes (* 25. September 1862 in Pimlico, London, England; † 28. Oktober 1952 in Double Bay, Sydney, New South Wales) war vom 27. Oktober 1915 bis zum 9. Februar 1923 Premierminister von Australien.

## Leben und Karriere
Hughes wurde in England geboren, wanderte aber 1884 nach Australien aus. Zunächst zog er auf der Suche nach Arbeit durch das Land und war an mehreren Orten kurzzeitig beschäftigt. In dieser Phase arbeitete er intensiv am Aufbau der australischen Gewerkschaften mit.
Sein erstes politisches Amt war das eines Abgeordneten für die Australian Labor Party (ALP) im Parlament von New South Wales. Als sich 1901 die einzelnen Kolonien zum neuen australischen Bundesstaat zusammenschlossen, wurde Hughes zu einer bedeutenden Figur für die Politik auf dieser neuen Ebene. 1904 wurde er unter George Reid Außenminister der ersten australischen Labour-Regierung und behielt den Posten auch unter Andrew Fisher bis 1915.

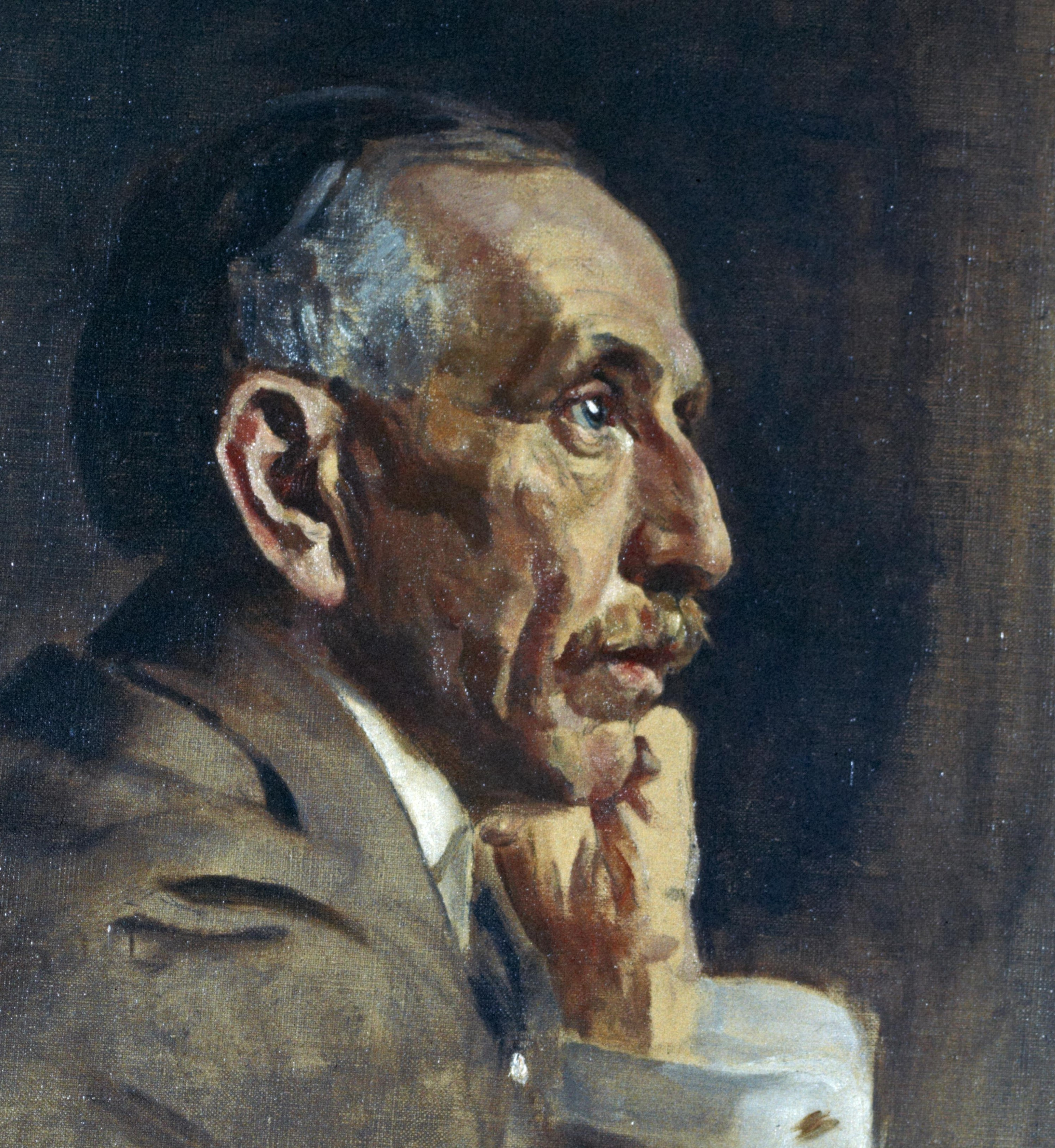
William Morris Hughes um 1920. Porträtstudie von James Guthrie für Statesmen of World War I.

Nach Fisher übernahm Hughes selbst das Amt des Premierministers. Bereits als Außenminister hatte Hughes sich deutlich als Verfechter des britischen Weltreiches positioniert. Dementsprechend war er ein entschiedener Befürworter der australischen Beteiligung am Ersten Weltkrieg. 1916 setzte Hughes zunächst einen australischen Boykott gegen deutsche Güter durch, später im Jahr versuchte er die allgemeine Wehrpflicht in Australien und den Einsatz australischer Soldaten in Übersee durch ein Referendum durchzusetzen. Dies misslang. Darüber hinaus setzte er sich für eine rigide, staatlich gelenkte Kriegswirtschaft ein. Die beiden letzteren Entscheidungen lösten umfangreiche Streiks aus. Er hatte keine Mehrheit für seine Politik innerhalb der Labour-Partei, die den Premierminister schließlich sogar ausschloss. Daraufhin wurde er Führer der Nationalist Party of Australia und versuchte erneut im Jahr 1917, zur Aufstellung einer weiteren australischen Division die allgemeine Wehrpflicht durchzusetzen. Die Abstimmung endete mit einem noch deutlicheren Votum gegen die allgemeine Wehrpflicht. Hughes konnte sich dennoch bis 1923 im Amt halten.
Hughes sprach sich auf der Reichskonferenz von 1916 für eine engere Zusammenarbeit der Teile des britischen Weltreiches (vor allem in wirtschaftlichen Fragen) aus und wurde damit ein Wegbereiter des Commonwealth of Nations.
Nach seinem Rücktritt 1923 schwand William Hughes’ Einfluss auf die australische Politik zunächst. Als Australien vor dem Zweiten Weltkrieg in einer internationalen Spannungslage wieder an der Seite Großbritanniens stand, hatte Hughes von 1937 bis 1940 erneut das Amt des Außenministers und zudem das des Marineministers inne.
Hughes ist Namensgeber für die Hughes-Passage, eine Meerenge in der Antarktis.